# Garabonciás
Un garabonciás est un personnage de la mythologie magyare. Il s'agit d'une sorte de sorcier charlatan, ayant acquis des pouvoirs diaboliques, dont celui de déclencher des tempêtes.